# Julián Juliá Freyre
Julián Juliá Freyre (Lima, 25 de septiembre de 1926 - Ibidem, 28 de octubre de 2016) fue un general del Ejército del Perú. Ministro de Guerra de 1984 a 1985, en el segundo gobierno de Fernando Belaúnde.

## Biografía
Nacido en Lima. Cursó sus estudios escolares en el Colegio San Luis de Barranco. En 1944 se presentó como soldado voluntario en las escuelas de Clases de Caballería. En 1946 ingresó como cadete a la Escuela Militar de Chorrillos, de donde egresó en 1950 con el grado de alférez de caballería y como espada de honor.
Siguió cursos de caballería y Estado Mayor en la Escuela Superior de Guerra; y de Inteligencia, Estado Mayor Conjunto y Defensa Nacional en el Centro de Altos Estudios Militares; así como otros cursos en Panamá y Francia.
Sucesivamente fue jefe del regimiento de caballería escolta del presidente de la República; jefe del agrupamiento blindado N.º 1; comandante general de la 9.º división blindada; comandante de la segunda región militar. En 1984 pasó a ser comandante general del Ejército.
Durante el segundo gobierno de Fernando Belaúnde Terry fue nombrado Ministro de Guerra en reemplazo de Óscar Brush Noel, que pasó al Ministerio del Interior. Dicho cargo lo ejerció del 12 de octubre de 1984, hasta el fin del gobierno belaundista, en julio de 1985.
El 16 de octubre de 1984 fue relevado de la comandancia general del Ejército por el general Francisco Maury López. Fue la época en el que el terrorismo de extrema izquierda recrudeció en el país. En declaraciones al prensa y al aproximarse las elecciones generales de 1985, fue contundente al afirmar que las Fuerzas Armadas respaldarían al nuevo gobierno, cualquiera fuera el partido que llegase al poder. Ello, luego de que circularan rumores de que las Fuerzas Armadas no reconocerían un eventual gobierno aprista.
En septiembre de 2008, se contó entre los 16 ex comandantes del Ejército que cuestionaron la conducta del general Edwin Donayre (en ese momento comandante general del Ejército), al considerar que su peculiar estilo de mando y su histrionismo deterioraban la imagen de la institución.

## Condecoraciones
Algunas de sus condecoraciones:
- Orden El Sol del Perú, en el grado de Gran Oficial.
- Orden Militar de Ayacucho, en el grado de Gran Cruz.
- Orden Cruz Peruana al Mérito Militar en el grado de Gran Cruz.
- Orden Cruz Peruana al Mérito Naval en el grado de Gran Cruz.